# Dolenjci
Dolenjci este o localitate din comuna Črnomelj, Slovenia, cu o populație de 83 de locuitori.